# Кислицын, Виктор Петрович
Виктор Петрович Кислицын (15 сентября 1926 г, СССР, Селидовский район, Сталинский округ - неизвестно) — советский хозяйственный деятель, Герой Социалистического Труда.

## Биография
Родился в 1926 году в селе имени Буденного. Член КПСС.
Участник Великой Отечественной войны: стрелок 1-й стрелковой роты 1-го стрелкового батальона 530-го стрелкового полка 156-й стрелковой дивизии.
В 1950—1987 гг. — машинист экскаватора Славянского специализированного участка «Донбассэнергостроймеханизация» треста «Донбассэнергострой» Министерства энергетики и электрификации СССР.
Указом Президиума Верховного Совета СССР от 18 марта 1976 года присвоено звание Героя Социалистического Труда с вручением ордена Ленина и золотой медали «Серп и Молот».
С 1987 года — персональный пенсионер союзного значения.
Умер после 2004 года в Славянске.

## Награды и звания
- Герой Социалистического Труда (18.03.1976)
- Орден Ленина (трижды, в том числе 18.03.1976)
- Орден Отечественной войны I степени (18.04.1991)
- Орден Славы II степени (06.11.1944)
- Орден Славы III степени (04.09.1944)